# …die keine Gnade kennen
…die keine Gnade kennen (Originaltitel: Raid On Entebbe) ist ein im Jahr 1976 produzierter, US-amerikanischer Fernsehfilm vom Regisseur Irvin Kershner. Nach dem Film Unternehmen Entebbe, der im selben Jahr produziert wurde, ist es der zweite Film über die sogenannte Operation Entebbe, die sich im selben Jahr ereignete.

## Handlung
Am 27. Juni 1976 besteigen vier Terroristen einer Splittergruppe der Volksfront zur Befreiung Palästinas unter dem Befehl von Wadi Haddad in Athen einen Airbus A300 der Air France und entführen ihn. Mit Billigung von Präsident Idi Amin erzwingen die Terroristen den Weiterflug zum Flughafen Entebbe in Uganda. Nach der Identifizierung israelischer Passagiere werden dort die nichtjüdischen Passagiere freigelassen, während eine Reihe von Forderungen gestellt werden, darunter die Freilassung von 40 in Israel festgehaltenen palästinensischen Militanten im Austausch für die Geiseln. Die Anzahl der Terroristen beträgt inzwischen sieben: fünf Palästinenser, eine deutsche Frau und ein deutscher Mann.
Das israelische Kabinett unter Ministerpräsident Jitzchak Rabin ist nicht bereit, den Forderungen der Terroristen nachzugeben. Letztendlich fällt die Entscheidung für einen streng geheimen Militärangriff. Die schwierige Kommandooperation „Operation Thunderbolt“ muss über 3500 Kilometer von der Heimat entfernt durchgeführt werden und soll zudem am jüdischen Sabbat stattfinden.
Während das israelische Militär noch mit den Terroristen verhandelt, sind bereits zwei Lockheed C-130 Hercules-Transporter und weitere Flugzeuge für die Befreiungsaktion unterwegs. Die Transporter werden in Kenia aufgetankt, bevor sie im Schutz der Dunkelheit am Flughafen Entebbe landen. Die von Brigadegeneral Dan Schomron geleitete Einheit muss sich mit dem zahlenmäßig stärkeren, zudem besser bewaffneten ugandischen Militär auseinandersetzen und nutzt eine List, um die Verteidiger zu überraschen: An Bord ist eine schwarze Mercedes-Limousine mitgeführt worden, mit der den Wachen vorgegaukelt wird, es handele sich um den Dienstwagen von Ugandas Präsident Amin, der mit einem solchen Fahrzeug bereits am  Flughafen gewesen ist.
Diese Strategie ermöglicht eine ungestörte Annäherung an das Flughafengebäude, wo es dann zu einem Feuergefecht kommt, bei dem alle sieben Terroristen und 45 ugandische Soldaten getötet werden. Die Geiseln werden in das wartende C-130-Flugzeug verbracht. Während der Aktion sterben ein Kommandomitglied (der Kommandeur der Durchbruchseinheit, Jonathan Netanjahu, Bruder des künftigen Premierministers Benjamin Netanyahu) und drei der Geiseln. Eine vierte Geisel, Dora Bloch, die in das Mulago-Krankenhaus in Kampala gebracht worden war, wird später ermordet.

## Hintergrundinformationen
Die Dreharbeiten des Films fanden im November 1976, nur fünf Monate nach den Ereignissen von Entebbe, ausschließlich in den Vereinigten Staaten statt; der Flugplatz von Entebbe wurde dabei auf dem Flughafen der kalifornischen Stadt Stockton rekonstruiert. Die Innenaufnahmen an Bord des entführten Flugzeugs entstanden in einem Studio in Long Beach.
Der Film kam relativ rasch, am 9. Januar 1977, in die US-amerikanischen Kinos. In der Bundesrepublik Deutschland lief er am 29. April 1977 in den Kinos an.

## Synchronisation
Die deutschsprachige Synchronisation stammt von der Berliner Synchron GmbH Wenzel Lüdecke in Berlin. Das Dialogbuch schrieb Lutz Arenz; die Dialogregie übernahm Dietmar Behnke.
| Darsteller           | Rolle              | Synchronsprecher        |
| -------------------- | ------------------ | ----------------------- |
| Peter Finch          | Jitzchak Rabin     | Horst Niendorf          |
| Charles Bronson      | Dan Schomron       | Michael Chevalier       |
| Yaphet Kotto         | Idi Amin           | Edgar Ott               |
| Martin Balsam        | Daniel Cooper      | Martin Hirthe           |
| Horst Buchholz       | Wilfried Böse      | Horst Buchholz          |
| John Saxon           | Benjamin Peled     | Norbert Gescher         |
| Jack Warden          | Mordechai Gur      | Wolfgang Völz           |
| Sylvia Sidney        | Dora Bloch         | Tina Eilers             |
| Robert Loggia        | Jigal Allon        | Friedrich W. Bauschulte |
| Tige Andrews         | Schimon Peres      | Klaus Miedel            |
| Eddie Constantine    | Michel Becaud      | Arnold Marquis          |
| Allan Arbus          | Eli Melnick        | Klaus Jepsen            |
| Stephen Macht        | Jonathan Netanjahu | Norbert Langer          |
| James Woods          | Sammy Berg         | Oliver Grimm            |
| Warren J. Kemmerling | Gad Ja’akobi       | Heinz Petruo            |
| Mariclare Costello   | Brigitte Kuhlmann  | Renate Danz             |
| Lou Gilbert          | Chaim Bar-Lev      | Wolfgang Lukschy        |
| N.N.                 | Erzählerstimme     | Joachim Kemmer          |

## Rezeption

### Auszeichnungen
1978 gewann der Film den Golden Globe Award in der Kategorie Best Motion Picture Made for Television.
Zudem war er in folgenden zehn Kategorien für die Primetime Emmy Awards nominiert, von denen er zwei Preise gewinnen konnte.
- Outstanding Cinematography in Entertainment Programming for a Special
- Outstanding Achievement in Film Sound Editing for a Special
- Outstanding Achievement in Music Composition for a Special (Dramatic Underscore)
- Outstanding Directing in a Special Program – Drama or Comedy
- Outstanding Film Editing for a Special
- Outstanding Lead Actor in a Drama or Comedy Special: Peter Finch
- Outstanding Performance by a Supporting Actor in a Comedy or Drama Special: Martin Balsam
- Outstanding Performance by a Supporting Actor in a Comedy or Drama Special: Yaphet Kotto
- Outstanding Special – Drama or Comedy
- Outstanding Writing in a Special Program – Drama or Comedy – Original Teleplay

Anmerkung: Peter Finch starb fünf Tage, nachdem der Film in den USA in die Kinos gekommen war. Er wurde postum nominiert.

### Kritik
Das Lexikon des internationalen Films schreibt: „gestaltet zu einer Art Dokumentarspiel, nicht frei von Sentimentalität, aber um Objektivität bemüht und auf jeden Fall spannend.“